# محمد الخامس (فرقاطة)
محمد الخامس هي فرقاطة من فئة فلوريال تابعة للبحرية الملكية المغربية. كانت السفينة هي الأولى التي تم بناؤها للمغرب من قبل شانتيي دو لاتلونتيك في سان نازير، فرنسا، من 1999 إلى 2001. دخلت الفرقاطة الخدمة عام 2002. محمد الخامس هي الأولى من بين فرقاطتين من طراز فلوريال في البحرية المغربية، والأخرى هي الحسن الثاني.

## التطوير والتصميم
تم تصميم فرقاطات فئة فلوريال استجابة للطلب على سفينة حربية رخيصة الثمن قادرة على العمل في مناطق منخفضة التهديد وقادرة على أداء مهام الدوريات العامة. ونتيجة لذلك، تم بناء فئة فلوريال وفقًا للمعايير التجارية في مجالات تخزين الذخيرة ومرافق طائرات الهليكوبتر والسيطرة على الأضرار، مما أدى إلى خفض تكلفة السفن بشكل كبير. تم تصميم فئة فلوريال لاستخدام البناء المعياري الذي أدى إلى تقصير أوقات البناء. الفرقاطات المغربية من الفئة مشابهة لتلك الموجودة في الخدمة الفرنسية مع بعض التغييرات.
تبلغ الإزاحة القياسية لمحمد الخامس 2,600 طن متري (2,600 طن كبير) و3,000 طن متري (2,950 طن كبير) عند التحميل الكامل. يبلغ طول الفرقاطة 85.2 مترًا (279 قدمًا 6 بوصات) بين الخطوط المتعامدة و93.5 مترًا (306 قدمًا 9 بوصات) بشكل عام مع عرض يبلغ 14 مترًا (45 قدمًا 11 بوصة) وغاطس يبلغ 4.3 مترًا (14 قدمًا 1 بوصة). نظرًا للشعاع العريض للفرقاطة، فقد تم تجهيز السفينة بمثبتات زعانف.
يتم تشغيل الفرقاطة بواسطة نظام مشترك يعمل بالديزل والديزل (CODAD) يتألف من أربعة محركات ديزل تقود عمودين يدير كل منهما مروحة يمكن التحكم فيها. تم تصنيف نظام CODAD بـ 7,200 كيلوواط (9,600 حصان). كما تم تجهيز السفينة بمحرك دفع بقوة 250 كيلووات (340 حصان).  نظرًا لتصميم البناء التجاري، فإن محركات الديزل الأربعة جميعها موجودة داخل غرفة آلات واحدة لسهولة الصيانة. يتم تخزين كل من وقود الديزل ووقود الطيران TR5 على متن السفينة في مكان واحد في المؤخرة مقارنة بالسفن البحرية التي تحتوي على مخزنين. تحتوي السفينة أيضًا على ثلاثة مولدات تعمل بالديزل والكهرباء بقدرة 750 كيلووات (1010 حصان) تقع في مقدمة غرفة الآلات وخلفها مباشرةً..   تبلغ السرعة القصوى لمحمد الخامس 20 عقدة (37 كم/س؛ 23 ميل/س) ومدى يصل إلى 10,000 ميل بحري (19,000 كـم؛ 12,000 ميل) بسرعة 15 عقدة (28 كم/س؛ 17 ميل/س). 
السفينة مسلحة بصاروخين سطح-سطح من طراز إكزوست إم إم 38 في منصات إطلاق موضوعة مركزيًا فوق البنية الفوقية الوسطى للسفينة. تحمل السفينة أيضًا برج مدفع أوتو ميلارا 76 ملم مزود بنظام نجير للتحكم في النيران يقع في الأمام. السفينة قادرة على التسلح بمدفعين من طراز إ2 عيار 20 ملم يقعان فوق البنية الفوقية الخلفية. يمكن تزويد الفرقاطات المغربية من فئة فلوريال بقاذفات مزدوجة لصواريخ سيمباد أرض-جو. تم تجهيز السفينة برادارين من طراز ديكا بريدجماستر، أحدهما للاستخدام كرادار ملاحي والآخر للتحكم في طائرات الهليكوبتر، ونظام المراقبة الإلكترونية لاعتراض الرادار تومسن 17 ونظامي داجاي ديكوي. 
تم تجهيز الفرقاطة بمهبط طائرات هليكوبتر مقاس 30 × 15 مترًا (98 × 49 قدمًا) يقع في المؤخرة وحظيرة بطول 10 × 15 مترًا (33 × 49 قدمًا). والسفينة قادرة على تشغيل طائرة يوروكوبتر إيه إس 565 بانثر حتى حالة البحر 5. كما أن الفرقاطة قادرة على تشغيل مروحيات يصل حجمها إلى حجم يوروكوبتر إيه أس 332 سوبر بوما. تضم السفينة 89 فردًا بما في ذلك الضباط.

## البناء والمهام
تم طلب الفرقاطة محمد الخامس كأول زوج من فرقاطات من طراز فلوريال في 12 يوليو 1999 من شانتيي دو لاتلونتيك للبناء في حوض سان نازير، فرنسا. تم وضع عارضة السفينة في يونيو 1999 وتم بناؤها باستخدام أساليب بناء معيارية مما أدى إلى تقليل وقت بناء السفينة. تم إطلاق محمد الخامس في 9 مارس 2001 وتم تكليفها في البحرية الملكية المغربية في 12 مارس 2002. 
وفي سبتمبر 2010، انضمت محمد الخامس إلى مناورات بحرية مشتركة مع القوة البحرية الأوروبية قبالة المغرب.  وفي يونيو 2017، تدربت الفرقاطة مع المجموعة البحرية الدائمة الثانية التابعة لحلف شمال الأطلسي قبالة المغرب.  وفي مارس 2019، شاركت السفينة في التدريب البحري الدولي المشترك أوبانغام اكسبريس 2019 الذي أقيم في المنطقة البحرية بين ساحل العاج ونيجيريا.  وفي مايو، شاركت محمد الخامس إلى جانب السفينة الفرنسية لو هيناف وسفينة الدورية السنغالية فولادو في دورية مشتركة في خليج غينيا من ساحل العاج إلى السنغال. 

## اقتباسات
1. ↑  Jordan 1995، صفحات 119–120.
2. 1 2 3 4 5 6 7  Saunders 2009، صفحة 531.
3. ↑  Jordan 1995، صفحة 119.
4. 1 2 3  Jordan 1995، صفحة 120.
5. ↑  Massicot 2010، صفحات 53–54.
6. ↑  Massicot 2010، صفحة 55.
7. ↑  Saunders 2009، صفحة 258.
8. ↑  Saunders 2009، صفحات 258, 531.
9. ↑  "EUROMARFOR Training With the Moroccan Navy". European Maritime Force. 17 سبتمبر 2010. مؤرشف من الأصل في 2022-08-11. اطلع عليه بتاريخ 2020-01-03.
10. ↑  "NATO ships train with Royal Moroccan Navy". navaltoday.com. 1 يونيو 2017. مؤرشف من الأصل في 2020-01-04. اطلع عليه بتاريخ 2020-01-03.
11. ↑  "La Frégate «Mohammed V» de la Marine Royale participe à l'exercice naval multinational «Obangame Express 2019»" [The Royal Navy frigate "Mohammed V" takes part in the multinational naval exercise "Obangame Express 2019"]. Le Matin (بالفرنسية). 15 Mar 2019. Archived from the original on 2020-01-04. Retrieved 2020-01-03.
12. ↑  "Patrouilleur Le Hénaff. Retour d'une mission en Afrique" [Patroller Le Hénaff. Return from a mission to Africa]. Le Télégramme (بالفرنسية). 18 May 2019. Archived from the original on 2020-01-04. Retrieved 2020-01-03.